# Música chutney
A música chutney tem como elementos base a soca e as bandas sonoras de filmes Hindi. As letras são escritas em hindi ou inglês e transpostas para ritmos musicais típicos de música soca e de músicas de filmes Hindi. Entre os nomes dos artistas mais comuns encontram-se Anand Yankaran, Rikki Jai, Adesh Samaroo e Terry Gajraj. Alguns exemplos de música chutney podem ser encontrados nas seguintes músicas: Poulaurie Beena Chutney, Dhal Belly Indian e Rum Till I Die. O género ou estilo de música chutney está popularizado e pode ser encontrado na comunidade indiana das ilhas Trinidade e Tobago, Guiana, Suriname, e por entre a comunidade indiana de Toronto no Canadá, e a comunidade Nova Yorkina nos Estados Unidos.
As músicas chutney têm características uptempo. Na lista dos instrumentos vulgarmente utilizados incluem-se o dholak, o harmonium e o dhantal. As origens deste género de música basearam-se na natureza religiosa, no entanto hoje em dia estas influências são raramente encontradas fora do movimento Sai Baba. Apesar do chutney ter sido predominantemente executado por músicos do género feminino no início, hoje em dia é executado tanto por homens como por mulheres.